# Gilad Atzmon
Gilad Atzmon (Tel Aviv, 20 giugno 1963) è uno scrittore e musicista israeliano naturalizzato britannico di musica jazz, ed un attivista anti-sionista.
Attualmente vive a Londra.

## Carriera artistica
Formatosi alla Rubin Academy of Music di Gerusalemme, suona di preferenza il sassofono, il clarinetto ed il flauto.
Il suo stile jazzistico è principalmente bebop/hard bop, in alcuni casi free jazz, con una capacità di improvvisazione notevole, in termini di velocità, di energia ed intensità, al punto di essere capace di suonare due sassofoni contemporaneamente. Il suo album Exile ha vinto un premio dalla BBC come miglior album jazz del 2003.
Gilad Atzmon è anche noto come scrittore. I suoi due romanzi più noti sono Guide to the Perplexed (2001) e My One and Only Love (2005), entrambi in esplorazione del campo della psicologia per quanto riguarda l'ebraismo ed il sionismo.

## Politica
Le posizioni di Atzmon sono anti-sioniste, cioè contro l'esistenza dello Stato d'Israele, in particolar modo per gli articoli che ha pubblicato sul suo sito web personale. Atzmon ritiene, seguendo una diffusa tesi, che «...dobbiamo cominciare a considerare seriamente l'accusa che gli ebrei stanno tentando di controllare il mondo... gli ebrei statunitensi (di fatto sionisti) controllano il mondo».
Nel giugno 2005, il partito socialista inglese dei lavoratori (SWP) organizza in una propria libreria un incontro con Gilad Atzmon sulla "decostruzione dell'identità sionista" e successivamente si è scusato, precisando che Gilad Atzmon non è un negazionista dell'Olocausto e neppure un razzista. La presenza di Atzmon all'incontro estivo dell'SWP (intitolato "Marxismo 2005") ha provocato quindi critiche da parte di altri gruppi di sinistra.
Nell'agosto 2006 Atzmon ha dichiarato ad Al Jazeera che «non si può fare un confronto tra Israele ed il Nazismo... Dobbiamo ammettere che Israele è il male assoluto, più della Germania nazista».
Altre sue affermazioni: 
«Gli ebrei sono stati responsabili della loro persecuzione da parte dei nazisti; Bruciare sinagoghe è un "atto razionale"; Gli ebrei cercano di controllare il mondo, come previsto dai protocolli dei Savi Anziani di Sion; Gli ebrei sono disumani e stanno distruggendo il pianeta; Gli Ebrei hanno causato il credit crunch; La storia della Shoah è discutibile ed è usata per nascondere le trame dei sionisti e neocon; Israele è peggio dei nazisti».